# Henri-Xavier Arquillière
Pour les articles homonymes, voir Arquillière.
Henri-Xavier Arquillière (Joannès Henri-Xavier Arquillière), né le 19 septembre 1883 à Firminy et mort à Lyon le 10 juillet 1956, est un théologien, protonotaire apostolique, directeur d'études à l'École pratique des hautes études, doyen de la faculté de théologie catholique de Paris.

## Biographie
Henri-Xavier Arquillière appartient à une famille modeste. Son père, Jean-Claude, est employé, et sa mère, Benoîte Octavie Garnier, ménagère. Après des études au petit puis au grand séminaire, Henri-Xavier Arquillière est licencié ès lettres, puis docteur en théologie de la Faculté catholique de Lyon, en 1907, avec une thèse consacrée à Lamennais et le Gallicanisme. Il est ordonné prêtre en 1907 à la basilique Notre-Dame de Fourvière, à Lyon. Puis, à l'École des hautes études en sciences sociales où il est l'élève de Marcel Thévenin, d'Émile Chatelain, de Ferdinand Lot, d'Adhémar-Esmein et de Robert Génestal, il est diplômé dans deux sections différentes : sciences historiques et sciences religieuses.
Pour son premier poste, en 1913, il est aumônier et professeur de philosophie à l'Institution Sévigné. À partir de 1919] il est professeur d'Histoire ecclésiastique à la faculté de théologie catholique de Paris et, en 1921, il est également professeur d'histoire du Moyen Âge à la faculté des lettres de l'Institut catholique. En 1934 il est docteur ès lettres grâce à ses travaux sur Grégoire VII (essai sur sa conception du pouvoir pontifical) et l'Augustinisme politique (essai sur la formation des théories politiques du Moyen Âge). Sa thèse publiée, il reçoit, en 1935, le prix Thérouanne de l'Académie française. En 1939, il publie L'église au Moyen Âge, pour lequel il reçoit, en 1941, le prix Eugène Carrière de l'Académie française.
En 1943, il est élu doyen de la faculté de théologie catholique de Paris et, titulaire de  la chaire de l'histoire de l'Église médiévale et moderne à l'École des hautes études en sciences sociales.
Henri-Xavier Arquillière meurt le 10 juillet 1956 dans une clinique lyonnaise et il est enterré à Firminy, sa ville natale, le 14 juillet 1956, en présence du cardinal Gerlier, archevêque de Lyon.

## Distinctions
Henri-Xavier Arquillière est officier de la Légion d'honneur (chevalier le 5 août 1938, officier le 24 août 1955).

## Publications
- Lamennais et le gallicanisme Lyon, 1907, Facultés Catholiques ; édition revue et augmentée, Paris, 1972, Librairie philosophique J. Vrin
- L'origine des théories conciliaires, Paris, 1911, A. Picard
- L'appel au Concile sous Philippe Le Bel et la genèse des théories conciliaires, Paris, 1911
- Sur la formation de la "Théocratie" pontificale, Paris, 1925, Champion
- Le plus ancien traité de l'Église. Jacques de Viterbe. De regimine christiano (1301-1802). Etude des sources et édition critique. — Paris, 1926, G. JBeauchesne, 314 p.[7]
- Les Concordats conclus sous le pontificat de Pie XI, Paris, 1930, Librairie Bloud & Gay
- L'Augustinisme politique : essai sur la formation des théories politiques du Moyen-Age, Paris, 1934, J. Vrin[8]
- Saint Grégoire VII : essai sur sa conception du pouvoir pontifical, Université de Paris. Faculté des lettres. thèse principale. Paris, 1934, J. Vrin , 1934[9]

- Prix Thérouanne de l’Académie française en 1935
- L'Église au Moyen Âge , Paris, 1939, Librairie Bloud et Gay

- Prix Eugène-Carrière de l’Académie française en 1941
- Histoire de l'Église, Paris, 1941, Ed. École et collège
- La Troisième République : 1875-1939, Paris, 1947, les Éditions de l'École
- Histoire contemporaine (co-auteur Ch. Jolivet) ; Paris, 1950, les Éditions de l'École
- Évêque et problèmes sociaux en France au milieu du XIXe siècle, Roma, 1956, : Piazza della Pilotta